# Gustaaf Adolf van Nassau-Saarbrücken
Gustaaf Adolf van Nassau-Saarbrücken (Saarbrücken 27 maart 1632 - Straatsburg 9 oktober 1677) was graaf van Nassau-Saarbrücken en Generalfeldwachtmeister van het Heilige Roomse Rijk aan de Rijn. Hij stamt uit de Walramse Linie van het Huis Nassau.

## Biografie
Gustaaf Adolf was de vijfde zoon van graaf Willem Lodewijk van Nassau-Saarbrücken en Anna Amalia van Baden-Durlach, dochter van markgraaf George Frederik van Baden-Durlach en Juliana Ursula van Salm-Neufville. Zijn ouders noemden hem naar de Zweedse koning Gustaaf II Adolf.
Gustaaf Adolf volgde in 1640 zijn vader op samen met zijn broers Crato, Johan Lodewijk, en Walraad. De broers stonden formeel onder regentschap van hun moeder. Crato overleed reeds in 1642. Tussen 1645 en 1649 studeerde Gustaaf Adolf te Bazel. Na het overlijden van hun moeder in 1651 nam Johan Lodewijk het regentschap over Gustaaf Adolf en Walraad op zich.
Gustaaf Adolf en zijn broers en hun ooms Johan van Nassau-Idstein en Ernst Casimir van Nassau-Weilburg gingen op 6 maart 1651 over tot een herverdeling van hun bezittingen. Gustaaf Adolf en zijn broers ontvingen als hun gezamenlijk bezit Saarbrücken met Jugenheim en Wöllstein, de helft van het ambt Stockheim, Usingen, Grävenwiesbach, Alt- en Neuweilnau, een deel van Kirberg (het andere deel is in bezit van de Ottoonse Linie), een deel van Mensfelden (gezamenlijk bezit met het aartsbisdom Trier en de familie Waldecken von Kempt) en een deel van Kettenbach met Rückershausen. De drie broers en hun beide ooms bleven gezamenlijk bezitten Nassau, (Bad) Ems, Saarwerden met Herbitzheim en Wadgassen, Homburg (in de Palts), Rosenthal, Ober- en Nieder-Rosbach.
Gustaaf Adolf streed aan Franse zijde tegen Spanje. In 1658 streed hij in dienst van de Zweedse koning Karel X Gustaaf tegen Denemarken en zijn bondgenoten. Daarna was hij mogelijk tot 1659 in keizerlijke dienst.
Gustaaf Adolf en zijn broers gingen in 1659 over tot een verdeling van hun bezittingen, waarbij hij het graafschap Saarbrücken met onderhorigheden verkreeg. In 1660 nam hij de regering op zich.
Gustaaf Adolf begon met de wederopbouw van het door de oorlog verwoeste land, haalde vluchtelingen terug en rekruteerde nieuwe kolonisten voor de landbouw en geschoolde arbeiders voor de glasindustrie in Klarenthal. Deze stad was genoemd naar zijn vrouw, Eleonora Clara, tegenwoordig een stadsdeel in het westen van Saarbrücken.
Tegen de reüniepolitiek van koning Lodewijk XIV van Frankrijk kon Gustaaf Adolf zich niet verdedigen. Hij weigerde de door de koning geëiste leeneed af te leggen, zelfs niet toen hij in 1673 door de Fransen gevangengenomen werd en naar Metz werd gebracht. Nadat hij het jaar daarop was vrijgelaten, mocht Gustaaf Adolf niet terugkeren naar zijn land.
Gustaaf Adolf nam daarom in keizerlijke dienst in 1676 deel aan de gevechten in Phillipsburg en in 1677 in de Elzas. Hij bezweek aan de verwondingen die hij had opgelopen in de Slag bij Kochersberg, ten noordwesten van Straatsburg. 
Gustaaf Adolf werd op 10 oktober 1677 begraven in de crypte van de Peterskerk te Straatsburg. Zijn lichaam werd in 1690 overgebracht naar de crypte van de Thomaskerk in diezelfde stad. Het gemummificeerde lichaam werd van 1802 tot 1990 in een glazen sarcofaag in de Andreaskapel van deze kerk tentoongesteld. De overbrenging en definitieve begrafenis in de door zijn echtgenote gebouwde graftombe in de Slotkerk te Saarbrücken vond plaats op 26 augustus 1998.

## Huwelijk en kinderen
Gustaaf Adolf huwde te Saarbrücken op 14 juni 1662 met Eleonora Clara van Hohenlohe-Neuenstein (Slot Neuenstein 16 juli 1632 - Saarbrücken 4 mei 1709), dochter van graaf Crato van Hohenlohe-Neuenstein en Sophia van Palts-Birkenfeld.

Uit dit huwelijk werden de volgende kinderen geboren:
1. Lodewijk Crato (Saarbrücken 28 maart 1663 o.s. - Saarbrücken 14 februari 1713), volgde zijn vader op.
2. Karel Lodewijk (Saarbrücken 6 januari 1665 - Idstein 6 december 1723), volgde zijn broer op.
3. Sophia Amalia (Saarbrücken 19 september 1666 - Langenburg 29 oktober 1736), huwde te Langenburg op 11 augustus 1686 met graaf Albrecht Wolfgang van Hohenlohe-Langenburg (6 juli 1659 - 17 april 1715).
4. Gustaaf Adolf (Saarbrücken 17 oktober 1667 - Saarbrücken 11 juli 1683).
5. Sophia Eleonora (Saarbrücken 8 maart 1669 - Langenburg 25 december 1742).
6. Sophia Dorothea (Saarbrücken 14 juli 1670 - Grumbach 21 juni 1748), huwde te Saarbrücken op 13 juli 1720 met wild- en rijngraaf Karel Lodewijk van Salm-Grumbach-Rheingrabenstein (27 mei 1678 - .. juni 1727).
7. Filips Willem (Saarbrücken 27 juli 1671 - Saarbrücken 14 september 1671).
8. Zoon (1672 - ?).